# Jürgen Kalm
Jürgen Kalm (* 30. März 1609 (Taufdatum) in Braunschweig; † 26. Oktober 1657 in Braunschweig) war ein deutscher Gewandschneider und Kaufmann.

## Leben
Jürgen Kalm gehörte der seit 1397 in Braunschweig nachweisbaren Patrizier- und Ratsfamilie des Hagen, Kalm, an. Die Kaufmannsfamilie war von 1420 bis 1647 Im Rat des Hagen vertreten. Jürgen wurde 1609 in Braunschweig als Sohn von Franz Kalm († 1614) und dessen Ehefrau Anna, geb. Achtermann († 1662), geboren und am 30. März in der Andreaskirche getauft. Nach dem frühen Tod des Vaters wurden Jürgen und seine jüngeren Geschwister von der Mutter erzogen, die Unterstützung von ihrem Bruder Georg Achtermann, Jürgens Patenonkel und Bürgermeister in der Neustadt, erhielt. Nach dem Tod ihres Mannes nahm Anna Kalm dessen Stelle in der Tuchhandlung ihres Schwagers Curd Kalm (1566–1632) ein. Sie besaß ein Haus in der Reichsstraße. Jürgen Kalm besuchte die städtische Lateinschule, das Katharineum. Im Alter von 14 Jahren ging er 1623 nach Hamburg, wobei ihn sein Lehrherr zunächst für ein Jahr die Schule besuchen ließ und dann als Lehrling im Tuchhandel beschäftigte. Aus Kalms Lehrzeit sind 42 Briefe an seine Mutter aus den Jahren 1623 bis 1629 erhalten, die anschaulich das Leben eines kaufmännischen Lehrlings im frühen 17. Jahrhundert, die Vielfalt der Handelsgüter und die verschiedenen Transportwege dokumentieren. Sein Lehrherr sandte ihn 1629 auf eine sechswöchige Geschäftsreise nach Dänemark. Nach seiner Rückkehr nach Braunschweig wurde Kalm Handelsdiener für seinen Patenonkel Georg Achtermann, der ihn erneut nach Dänemark sandte. Nachfolgend machte sich Kalm selbständig und handelte u. a. erfolgreich mit Braunschweiger Mumme. Durch seine Heirat wurde er Besitzer des Hauses Zu den drei Türmen am Bohlweg 41, in dem im 18. Jahrhundert das Collegium Carolinum untergebracht war.
Kalm war seit 1635 verheiratet mit seiner Cousine Katharina Kalm (1610–1657), Tochter des Bürgermeisters Werner Kalm (1572–1648). Das Paar hatte acht Kinder. Er starb wenige Monate nach seiner Ehefrau im Oktober 1657 im Alter von 48 Jahren in Braunschweig ebenfalls an der Pest und wurde in der Katharinenkirche bestattet. Kalms Mutter überlebte die Pestepidemie und sicherte ihren Enkelsöhnen in ihrem Testament Zinserträge für Stipendien zu, soweit sie ihr Studium mit einem akademischen Grad beendeten.